# آتشفشان تنگویریریکا
آتشفشان تنگویریریکا (به اسپانیایی: Volcán Tinguiririca) یک منطقهٔ مسکونی در شیلی است که در استان کولچاگوا واقع شده‌است. آتشفشان تنگویریریکا ۴٬۲۸۰ متر بالاتر از سطح دریا واقع شده‌است.